# Barrage de Bleiloch
Le barrage de Bleiloch est un barrage de Thuringe régulant le débit de la Saale. Son nom fait allusion aux anciens puits de mine noyés par le lac, et d'où l'on extrayait du plomb (Blei en allemand).

## Le site
Il constitue l'un des cinq ouvrages de la chute aménagée de la Saale, qui se déploie sur quelque 80 km : en aval se trouvent le barrage de Hohenwarte et le bassin de tranquillisation d'Eichicht.
Ce barrage poids, haut de 65 m et long de 205 m, exécuté entre 1926 et 1932 dans les environs de Gräfenwarth et de Schleiz, crée une retenue de 215 000 000 m3 avec les apports de la Saale, ce qui en fait le plus grand (en volume) lac de retenue d'Allemagne. Sa construction s'inscrivait dans le plan d'aide à l'emploi du Land de Thuringe, à la fin des années 1920 : les chômeurs de toute la Thuringe et de la Saxe pouvaient y travailler pour un contrat de six mois. Afin d'acheminer les matériaux, on construisit une ligne de chemin de fer dédiée : c'était une antenne de la ligne Schleiz–Saalburg, partant de la gare de Gräfenwarth et desservant la gare Gräfenwarth Sperrmauer Gbf. Cette ligne est restée longtemps en activité et a même été électrifiée. Il fallut exproprier plus de 700 habitants pour mettre en eau le lac de retenue. Ce lac, long de 28 km, s'étend sur une superficie d'environ 9,2 km2, qui varie au gré des apports saisonniers.
La centrale hydroélectrique de Bleiloch, exploitée par le groupe suédois Vattenfall Europe AG, au pied du barrage, offre une puissance installée de 80 Mégawatts et permet de faire face aux pointes de demande électrique. La connexion au réseau allemand est assurée par le poste électrique de Remptendorf, qui dessert la ligne à haute tension de 110 kV du gestionnaire du réseau de distribution TEN Thüringer Energienetze. Le barrage de Bleiloch alimente le bief du barrage de Burgkhammer.

## Tourisme
Le barrage de Bleiloch constitue un centre de villégiature apprécié, surtout pour les amateurs de sports nautiques et de randonnée. Depuis la localité de Saalburg, la plus importante des bords du lac, et dont les quartiers les moins élevés ont été submergés par le barrage, on peut traverser le lac en bateau. Depuis 2007, un navire à passagers, le Bad Lobenstein, dessert les abords du lac : c'est le premier en Allemagne.
La traversée du lac en canot à moteur n'est autorisée que du 1er mars au 30 novembre. Pour les bateaux de plus de 15 CV, il faut détenir un permis, délivré par le service des transports de Saalburg-Ebersdorf.
Des excursions naturalistes sont proposées par les guides du lac, par ex. autour de Saalburg, de Zoppoten, de Bad Lobenstein, de Blankenstein, de Harra etc. On peut s'en informer auprès du refuge du Parc Naturel du Massif Schisteux de Thuringe/Haute vallée de la Saale.

### Manifestations
Depuis 1997, un festival, SonneMondSterne, est organisé chaque année pendant la deuxième quinzaine d'août sur la rive orientale et attire en moyenne 35 000 visiteurs. Depuis 2005, des semi-marathons sont organisés au mois d'avril (parcours de 12, 24 et 46 km).
Du 12 au 16 septembre 2012, le lac de Bleiloch a servi de cadre aux championnats du monde d'hovercraft.

## Galerie

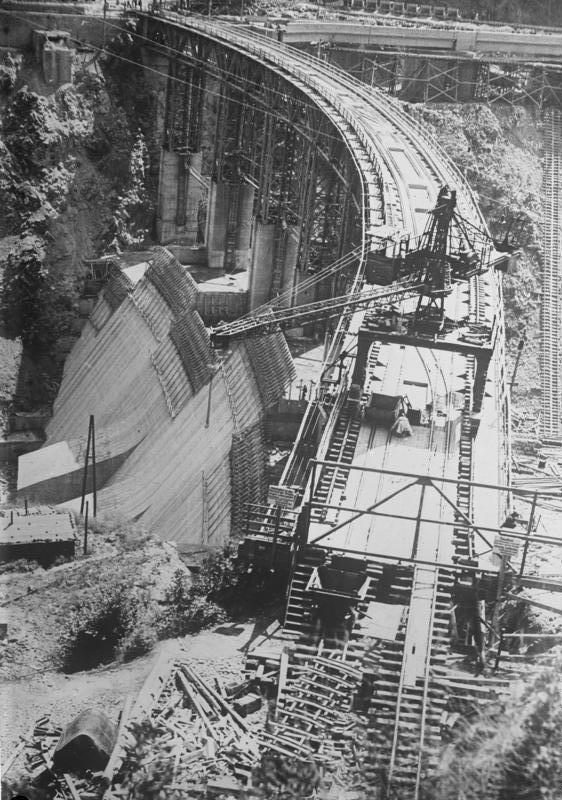
Le chantier du barrage (1931)
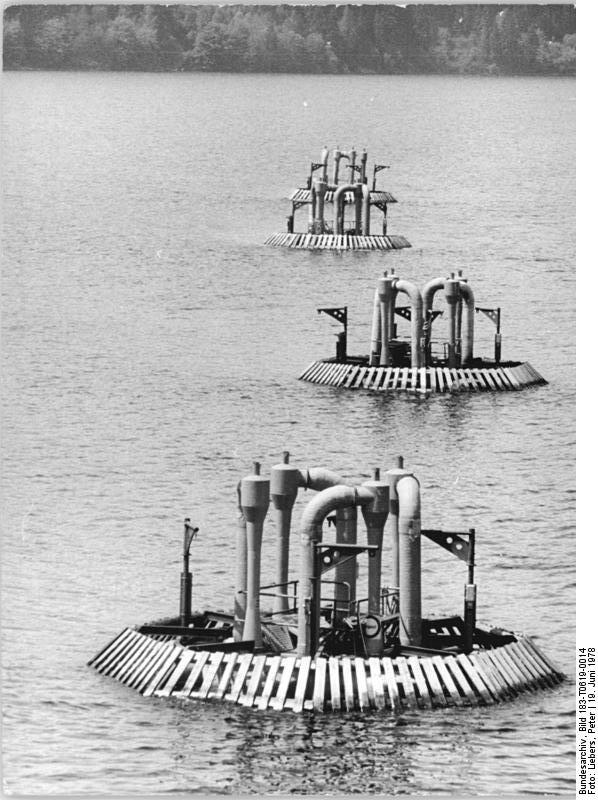
Aérateurs de fond (1978) destinés à améliorer l’oxygénation de l'eau
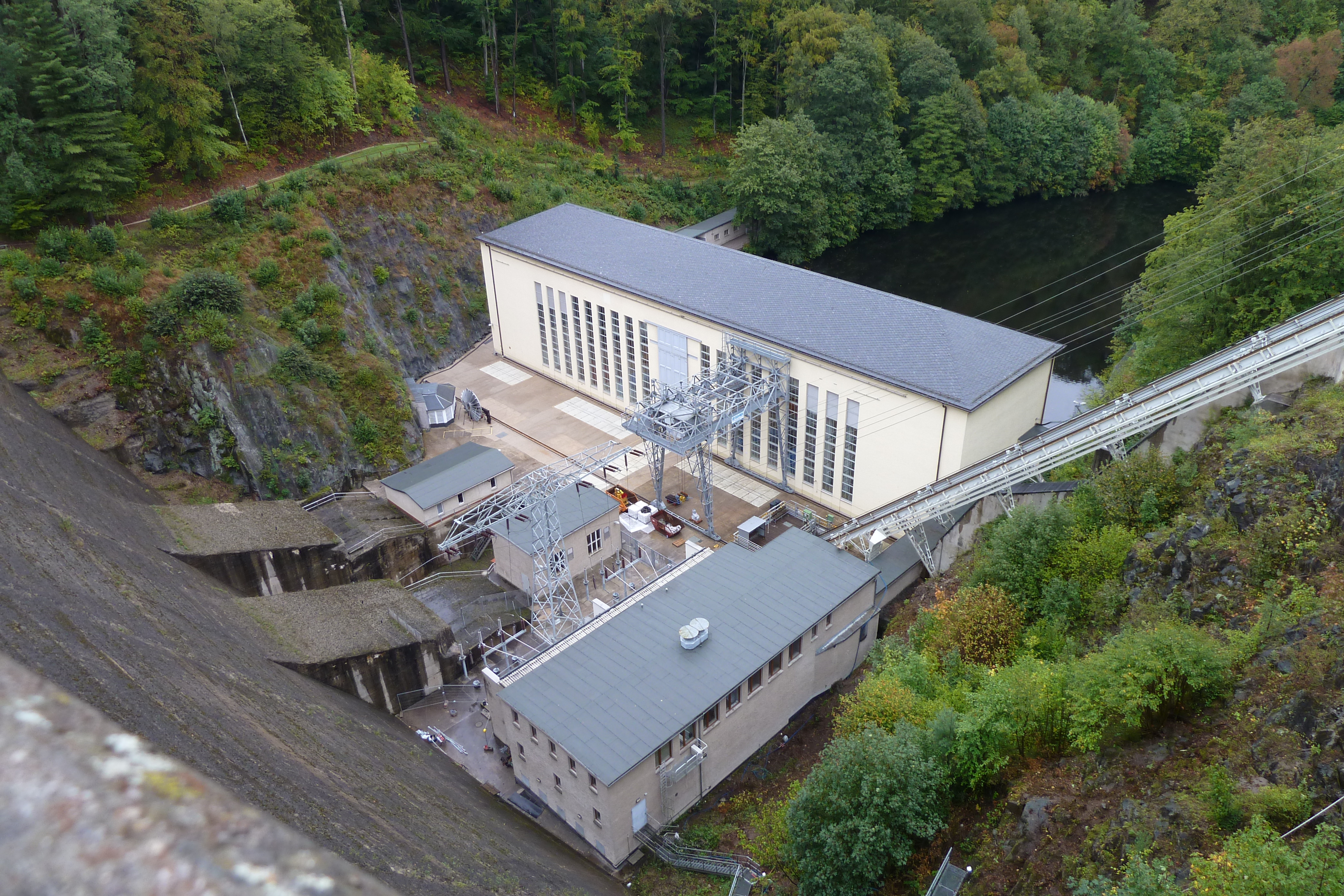
La centrale hydroélectrique en contrebas du barrage

## Voir également
- Film historique retraçant la construction du barrage de Bleiloch, en 1930–1932
- Liste de barrages en Allemagne